# Exótico
El término exótico, o exótica, es utilizado por la Unión Internacional para la Conservación de la Naturaleza (UICN), para calificar a la especie, subespecie o taxón inferior, de flora o fauna; que fuera de su área de distribución natural (pasada o presente) y potencial de distribución (fuera del área biogeográfica, que ocupa naturalmente o que no pudiera ocupar sin introducción directa o cuidado por parte de hombre) e incluye cualquier parte, gametos o propágulo de tal especie que puede sobrevivir y luego reproducir.
En este mismo sentido se utilizan los términos de especie, o el taxón correspondiente, foránea, introducida, no nativa o naturalizada.
El término es utilizado con igual sentido en la cultura humana, cuando hablamos de música exótica, cultura exótica, ropa exótica, significando que proviene de otro lugar extraño.
En el caso de flora y fauna exótica las especies son consideradas invasoras (contaminantes biológicos) y son un problema a nivel mundial, tanto desde el punto de vista económico como ambiental. 
Estas especies son consideradas como una de las principales causas actuales de la pérdida de la biodiversidad, después del cambio en el uso de la tierra a través de la pérdida de hábitats (agroecosistemas) y fragmentación del paisaje. Por otro lado, provocan grandes pérdidas económicas en el sector agropecuario y afectan también el sector de la salud humana.
Las etapas secuenciales que experimenta una especie en su paso a un área nueva se las puede dividir en:
- importación (en cautiverio a un país o área biogeográfica nueva).
- introducción cuando es liberada al medio natural, escapa o vive en un medio natural.
- establecimiento cuando se constituye en una población reproductora.
- plaga o invasora cuando ejerce un fuerte impacto negativo.

Las listas de especies exóticas de flora o fauna son comunes en la bibliografía internacional. 